# خوسيه بيرنال
خوسيه بيرنال هو رسام كوبي، ولد في 8 يناير 1925 في سانتا كلارا في كوبا، وتوفي في 19 أبريل 2010 في سكوكي في الولايات المتحدة بسبب مرض باركنسون.